# Marche des chômeurs
La Marche des Chômeurs (en yiddish "אַרבעטלאָזע מארש" / Arbetloze Marsh") est une des chansons les plus populaires du socialiste polonais Mordechai Gebirtig, qui composa aussi bien les paroles que la musique. Elle fut une chanson importante de l'insurrection de Varsovie.
La chanson a été traduite en allemand par Christof Hoyler, en espagnol par Àngel Ferrero et en anglais par Daniel Kahn. 

## Paroles
| איינס צוויי דרייַ פֿיר אַרבעטלאָזע זענען מיר נישט געהערט חדשים לאַנג אין פֿאַבריק דעם האַמער קלאַנג ס׳ליגן כּלים האַלב פֿאַרגעסן עס נעמט דער זשאַווער זיי שוין פֿרעסן גייען מיר אַרום אין גאַס ווי די גבֿירים פּוסט און פּאַס  | eyns, tsvey, dray, fir, arbetloze zenen mir. Nisht gehert khadoshim lang in fabrik den hamer klang, 's lign keylim kalt fargesn, es nemt der zhaver zey shoyn fresn. geyn mir arum in gas, vi di gvirim pust un pas. | Un, deux, trois, quatre, C'est nous les chômeurs en marche! Depuis des mois, pas l'écho D'un marteau dans les usines. Nos outils font grise mine. La rouille leur fera la peau. Nous marchons dans la grand-rue Sans boulot, comme parvenus!                            |
| איינס צוויי דרייַ פֿיר אַרבעטלאָזע זענען מיר אָן אַ בגד, אָן אַ היים אונדזער בעט איז ערד און ליים האָט נאָך ווער וואָס צו געניסן טיילט מען זיך מיט יעדן ביסן וואָסער ווי די גבֿירים - וויין גיסן מיר אין זיך אַרייַן     | eyns, tsvey, dray, fir, arbetloze zenen mir. on a beged on a heym, undzer bet iz erd un leym. Hot nokh ver vos tsu genisn, taylt men zikh mit yedn bisn. Vaser vi di gvirim vayn, gisn mir in zikh arayn.            | Un, deux, trois, quatre, C'est nous les chômeurs en marche! Sans chez-nous et sans habit, Terre et crasse pour seul lit. L'un apaise-t-il sa faim, Aux autres le dernier morceau. Et nous avalons de l'eau Comme les rupins le vin!                                     |
| איינס צוויי דרייַ פֿיר אַרבעטלאָזע זענען מיר יאָרן לאַנג געאַרבעט שווער און געשאַפֿט אַלס מער און מער הייַזער שלעסער שטעט און לענדער פֿאַר אַ הייפֿעלע פֿאַרשווענדער אונדזער לוין דערפֿאַר איז וואָס הונגער נויט און אַרבעטלאָז | eyns, tsvey, dray, fir, arbetloze zenen mir. Yorn lang gearbet shver, un geshaft alts mer un mer. Hayzer, shleser, shtet un lender, far a hoyfele farshvender. Undzer loyn derfar iz vos, hunger noyt un arbetloz.   | Un, deux, trois, quatre, C'est nous les chômeurs en marche! Des années à s'échiner Autrefois sans s'arrêter, Construire villes et châteaux Pour une bande de saligauds! Et quel est notre salaire? Le chômage, la misère!                                               |
| איינס צוויי דרייַ פֿיר אָט אַזוי מאַרשירן מיר אַרבעטלאָזע שריט נאָך שריט און מיר זינגען זיך אַ ליד פֿון אַ לאַנד אַ וועלט אַ נייַע וווּ עס וווינען מענטשן פֿרייַע אַרבעטלאָז איז קיין שום שאַנד אין דעם נייַעם פֿרייען לאַנד      | eyns, tsvey, dray, fir, ot azoy marshirn mir. Arbetloze shrit nokh shrit, un mir zingen zikh a lid. Fun a land, a velt a naye, vu es lebn mentshn fraye. Arbetloz iz keyn shum hant, in dem nayen frayen land.       | Un, deux, trois, quatre c'est ainsi que nous marchons. Pas à pas et sans emploi, et nous chantons cette chanson, d'une terre, d'un pays nouveau, où les hommes s'ront libres et égaux, le chômage est inexistant, dans ce pays bienveillant, dans ce pays bienveillant. |

## Versions
La chanson a été interprétée par de nombreux artistes, dont le groupe italien Banda Bassotti, Bente Kahan, Daniel Kahn & the Painted Birds ou encore Lin Jaldati.

### Articles Connexes
- Mordechai Gebirtig
- Grève
- Socialisme